# Михайлів Володимир Якович
Володи́мир Я́кович Миха́йлів (?, Санкт-Петербург, Російська імперія — ?) — підполковник Дієвої Армії УНР.

## Біографія
Народився у Санкт-Петербурзі.
Закінчив військове училище, Імператорську Миколаївську військову академію (у 1912 році, переведений до Генштабу у 1914 році). У 1917 році — начальник штабу 153-ї піхотної дивізії. Останнє звання у російській армії — капітан.
У 1918 році — начальник мобілізаційного відділу штабу 2-ї кінної дивізії Армії Української Держави. Під час Гетьманату був підвищений до звання військового старшини. З 21 січня 1919 року — начальник штабу 2-го Подільського корпусу Дієвої Армії УНР. Станом на 10 лютого 1919 року — командувач 1-го Волинського корпусу Дієвої Армії УНР. Станом на 3 березня 1919 року — знову начальник штабу 2-го Подільського корпусу Дієвої Армії УНР.
У березні 1919 року був захоплений червоними і мобілізований до РСЧА. Служив на штабових посадах.
У липні 1919 року перейшов на бік Дієвої Армії УНР. З 1 вересня 1919 року — у резерві старшин Головного управління Генерального штабу Дієвої Армії УНР.
Восени 1919 року перейшов на бік білих. З 13 вересня 1919 року — у резерві штабу Збройних Сил Півдня Росії. З жовтня 1919 року — начальник штабу 34-ї піхотної дивізії. У листопаді 1920 року виїхав із Криму разом з частинами Російської армії П. Врангеля.
У подальшому — білоемігрант.